# ジェローム・ゴンドルフ
ジェローム・ゴンドルフ(1988年6月26日-)は西ドイツ・カールスルーエ出身の元サッカー選手。現役時代のポジションはMF。

## 経歴
2013年に3. リーガに所属していたSVダルムシュタット98に2年契約で移籍した。チームは2015-16シーズンに1部昇格を遂げ、ゴンドルフは2016年7月に、2018年まで契約を更新した。
2017年5月、チームの2部降格を受け、ヴェルダー・ブレーメンに120万ユーロで移籍した。2018年3月には盲腸の手術を受けたと報じられた。
2018年6月、SCフライブルクへ完全移籍。移籍条件については非公開となった。
2020年1月15日、カールスルーエSCに2019-20シーズン終了までの期限付きで移籍。その後、2022年夏までの契約で完全移籍となった。
2024年2月、同年夏に現役を引退することを表明した。